# 南峭峰

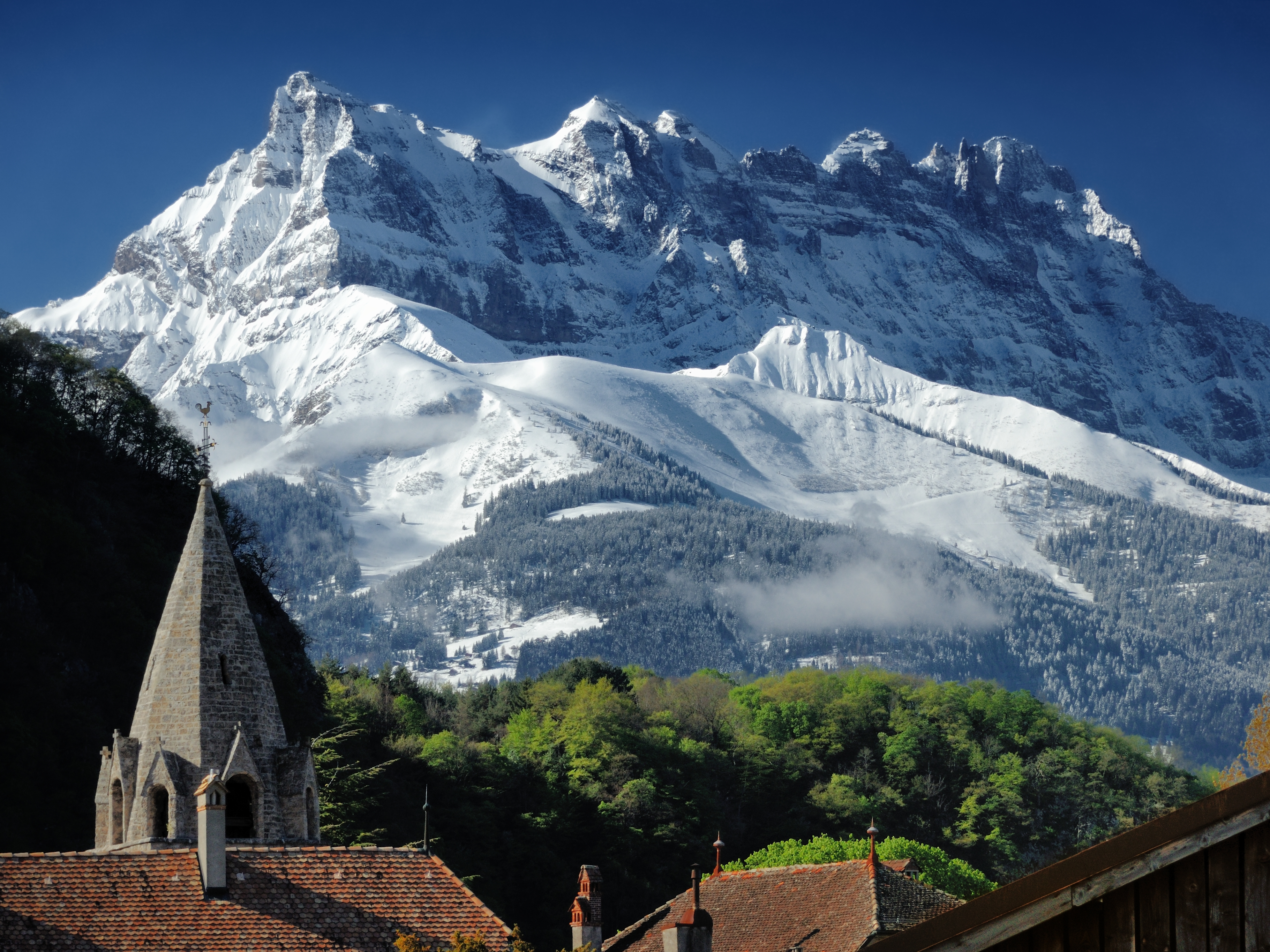

46°09′39.6″N 6°55′24.3″E / 46.161000°N 6.923417°E
南峭峰（法語：Dents du Midi，法語發音：[dɑ̃ dy midi]）是瑞士的山峰，位於該國西南部，由瓦萊州負責管轄，屬於沙布莱山的一部分，海拔高度3,257米，山體由石灰岩組成，人類在1784年首次登頂。